# دونالد إل. هولويل
دونالد إل. هولويل (بالإنجليزية: Donald L. Hollowell)‏ هو محامي أمريكي، ولد في 1917 في ويتشيتا في الولايات المتحدة، وتوفي في 2004 في أتلانتا في الولايات المتحدة بسبب نوبة قلبية.